# Макарово (Междуреченский район)
Макарово — деревня в Междуреченском районе Вологодской области.
Входит в состав Шейбухтовского сельского поселения, с точки зрения административно-территориального деления — в Шейбухтовский сельсовет.
Расстояние по автодороге до районного центра Шуйского — 36,5 км, до центра муниципального образования Щейбухты — 8,5 км. Ближайшие населённые пункты — Иванищево, Становое, Мотовилово.
По переписи 2002 года население — 3 человека.